# Adama Keïta
Adama Keïta, né le 5 juin 1997, est un handballeur français évoluant au poste d'ailier gauche.

## Biographie
Adama Keïta grandit dans une famille très portée sur le handball puisqu'en février 2018 quatre des sept enfants de la fratrie Keïta jouent au handball : si Moktar, l’aîné, a arrêté pour privilégier ses études, Mahamadou est pro à l'US Ivry, Awa joue également, et la plus jeune Adja, est au CSM Finances, le club formateur de tout la famille. 
En 2015, il rejoint le centre de formation du Paris Saint-Germain où il signe son premier contrat professionnel en février 2018, peu de temps après avoir joué son premier match professionnel.
S'il remporte en 2024 son septième titre de Champion de France consécutif, son temps de jeu reste limité au PSG et il rejoint alors le club grec de l'AEK Athènes

## Palmarès

### En club
- Vainqueur du Championnat de France (7) : 2018, 2019, 2020, 2021, 2022, 2023 et 2024
- Vainqueur de la Coupe de la Ligue (2) : 2018, 2019
- Vainqueur de la Coupe de France (3) : 2018, 2021, 2022
- Vainqueur du Trophée des champions (2) : 2019 et 2023

### En équipe nationale
- Médaillé de bronze au championnat du monde junior 2017